# Decimus Terentius Scaurianus

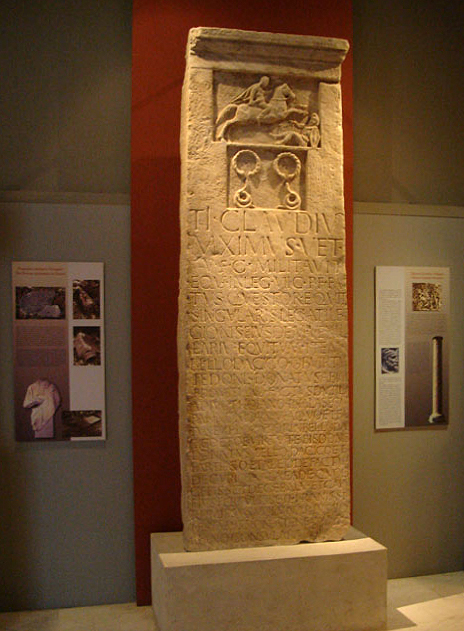
Der Grabstein des Tiberius Claudius Maximus

Decimus Terentius Scaurianus war ein im 1. und 2. Jahrhundert n. Chr. lebender Angehöriger des römischen Senatorenstandes. Er ist durch mehrere Militärdiplome und zwei Inschriften belegt.
Durch Militärdiplome, die auf den 11. August 106, den 14. Oktober 109, den 17. Februar und den 2. Juli 110 datiert sind, ist belegt, dass Scaurianus von 109 bis 110 Statthalter der Provinz Dacia war. Er ist als Statthalter auch durch eine Inschrift, die in Ulpia Traiana Sarmizegetusa gefunden wurde, belegt. Vor seiner Statthalterschaft hatte er, vermutlich zwischen den beiden Dakerkriegen, einen Suffektkonsulat erreicht.
Durch eine zweite Inschrift, die sich auf dem Grabstein des Tiberius Claudius Maximus befindet, ist belegt, dass Scaurianus Befehlshaber des Heeres in einer neuen Provinz war; in dieser Eigenschaft entließ er den Maximus ehrenvoll aus der Armee.
Scaurianus hatte einen Sohn namens Decimus Terentius Gentianus sowie eine Tochter. Seine Familie stammte vermutlich aus der Gallia Narbonensis; auf einer Inschrift, die in Narbo gefunden wurde, ist ein Freigelassener namens Decimus Terentius Masculus aufgeführt.

## Weitere Inschriften
Es gibt zwei weitere, unvollständig erhaltene Inschriften mit jeweils einer Laufbahn eines Senators, dessen Name aber in beiden Inschriften nicht erhalten ist; die Laufbahnen sind als cursus inversus, d. h. in absteigender Reihenfolge wiedergegeben. Beide Inschriften wurden von Historikern dem Scaurianus zugeordnet. Laut Werner Eck ist aber die Zuweisung beider Inschriften an einen einzigen Senator nicht möglich, da sich die Inschriften aufgrund ihrer Abweichungen und Unterschiede auf zwei verschiedene Senatoren beziehen müssen.
Eine weitere Inschrift, die in Apulum gefunden wurde, wurde von einem Scaurianus errichtet; es ist zweifelhaft, ob es sich dabei um den Statthalter handelt. Laut Edmund Groag könnte sich möglicherweise eine unvollständig erhaltene Inschrift mit der Laufbahn eines Senators, dessen Name nicht erhalten ist, auf Scaurianus beziehen.

### Inschrift CIL XII, 3169
Die Inschrift wurde in Nemausus in der Gallia Narbonensis gefunden; sie wird bei der EDCS und der EDH auf 101/102 datiert.
Die Inschrift wurde laut Werner Eck von Ronald Syme dem Scaurianus zugeordnet. Laut Valerie A. Maxfield handelt es sich bei dem Geehrten entweder um einen bisher gänzlich unbekannten Senator, um Lucius Fabius Iustus oder um Scaurianus. Sowohl die EDCS als auch die EDH ergänzen in der Inschrift den Namen von Scaurianus.
Falls diese Zuordnung zutrifft, dann hätte die Laufbahn des Scaurianus vor seiner Statthalterschaft in der Provinz Dacia aus den folgenden Stationen bestanden. Er übte demnach zunächst im Rahmen des Vigintivirats das Amt eines IIIIvir viarum curandarum aus. Im Anschluss leistete er seinen Militärdienst als Tribunus militum in der Legio I Italica, die ihr Hauptlager in Novae in der Provinz Moesia inferior hatte. Danach war er Quaestor in einer unbekannten Provinz. Nach Rom zurückgekehrt, wurde er Tribunus plebis und Praetor. Im Anschluss war er Kommandeur (Legatus legionis) einer unbekannten Legion. Danach wurde er Statthalter (Legatus) einer unbekannten Provinz.
Aus der Inschrift geht auch hervor, dass der unbekannte Senator militärische Auszeichnungen erhielt, wie sie nur konsularen Heerführern zukamen: vier Hastae purae und vier Vexilla.
Valerie A. Maxfield datiert einzelne Stationen seiner Laufbahn wie folgt: Legionskommandeur um 96 bis 98, da sein Kommando in die Regierungszeiten von Nerva (96–98) und Trajan (98–117) fällt, praetorischer Statthalter um 99 bis 102 und Konsul um 103. Sie nimmt an, dass er seine militärischen Auszeichnungen während des zweiten Dakerkriegs erhielt, da die Verleihung der vier Hastae purae darauf hinweist, dass der Geehrte bereits Konsul war.

### Inschrift CIL VI, 1444
Die Inschrift wurde in Rom gefunden; sie wird bei der EDCS auf 107 datiert.
Die Inschrift wurde laut Werner Eck lange Zeit dem Lucius Licinius Sura zugeordnet; danach wurde sie auch dem Quintus Sosius Senecio zugeschrieben. Von G. Molisani und I. Piso wurden die beiden Zuordnungen verworfen; stattdessen wiesen sie die Inschrift dem Scaurianus zu.
Falls diese Zuordnung zutrifft, dann hätte seine Laufbahn vor der Statthalterschaft in Dacia aus den folgenden Stationen bestanden. Er übte demnach zunächst das Amt eines IIIIvir viarum curandarum aus. Danach war er Quaestor in der Provinz Achaea. Nach Rom zurückgekehrt, wurde er als Kandidat des Kaisers sowohl Tribunus plebis als auch Praetor. Im Anschluss war er Kommandeur der Legio I Minervia, die ihr Hauptlager in Bonna in Germania inferior hatte. Danach wurde er Statthalter (Legatus pro praetore) in Gallia Belgica.
Aus der Inschrift geht auch hervor, dass der unbekannte Senator in den Dakerkriegen militärische Auszeichnungen in doppelter Höhe der üblichen konsularen Auszeichnungen erhielt: acht Hastae purae, acht Vexilla, zwei Coronae murales, zwei Coronae vallares, zwei Coronae classicae und zwei Coronae aureae. Darüber hinaus wurden ihm die Ornamenta triumphalia zuerkannt. Die Verleihung all dieser Auszeichnungen dürfte sehr selten gewesen sein und der Geehrte muss einer der wichtigsten Amtsträger zur Zeit der Dakerkriege gewesen sein.